# Baschet la Jocurile Olimpice de vară din 2024 - feminin
Turneul feminin de baschet de la Jocurile Olimpice de vară din 2024 a avut loc în perioada 28 iulie-11 august 2024 pe Stade Pierre-Mauroy din Lille (meciurile din grupe) și la Accor Arena din Paris (faza eliminatorie).

## Format
Cele douăsprezece echipe au fost împărțite în trei grupe de câte patru echipe în cadrul căreia s-a jucat după sistemul fiecare cu fiecare. Echipele clasate pe primele două locuri din fiecare grupă au avansat în sferturile de finală, precum și cele mai bune două echipe pe locul trei. După runda preliminară s-a folosit un sistem eliminatoriu. După etapa grupelor echipele au fost împărțite în funcție de rezultatele lor, iar o tragere la sorți a împerecheat echipele între grupe pentru sferturile de finală. Pentru tragerea la sorți, echipele au fost repartizate în patru grupe, primele două clasate în Grupa D, echipele clasate pe locurile 3-4 în Grupa E, echipele clasate pe locurile 5-6 în Grupa F și echipele clasate pe locurile 7-8 în Grupa G. Echipele din grupa D se confruntau cu o echipă din grupa G, iar echipele din grupa E cu o echipă din grupa F. Echipele din aceeași grupă nu puteau juca una împotriva celeilalte. În cazul în care ambele echipe din grupa D se calificau în semifinale, acestea nu puteau juca una împotriva celeilalte.

## Arbitri
Următorii arbitri au fost selectați pentru a oficia la acest turneu.
- Juan Fernández
- James Boyer
- Ademir Zurapović
- Matthew Kallio
- Maripier Malo
- Martin Vulić
- Maj Forsberg
- Carlos Peralta
- Yohan Rosso
- Péter Praksch
- Takaki Kato
- Yevgeniy Mikheyev
- Mārtiņš Kozlovskis
- Gatis Saliņš
- Rabah Noujaim
- Yann Davidson
- Omar Bermúdez
- Viola Györgyi
- Julio Anaya
- Wojciech Liszka
- Johnny Batista
- Roberto Vázquez
- Boris Krejić
- Luis Castillo
- Ariadna Chueca
- Antonio Conde
- Andrés Bartel
- Amy Bonner
- Blanca Burns
- Jenna Reneau

## Rezultate

### Faza preliminară

#### Grupa A
| Loc | Echipa      | MJ | V | Î | PM  | PP  | PD  | Pct | Calificare                        |
| --- | ----------- | -- | - | - | --- | --- | --- | --- | --------------------------------- |
| 1   | Spania      | 3  | 3 | 0 | 223 | 213 | +10 | 6   | Avansează în Sferturile de finală |
| 2   | Serbia      | 3  | 2 | 1 | 201 | 184 | +17 | 5   | Avansează în Sferturile de finală |
| 3   | China       | 3  | 1 | 2 | 228 | 229 | −1  | 4   | Avansează în Sferturile de finală |
| 4   | Puerto Rico | 3  | 0 | 3 | 175 | 201 | −26 | 3   |                                   |

| 28 iulie 2024 13:30 |

| Boxscore |

| Spania                                                          | 90–89 (OT) | China                                     |
| Scorul pe sferturi: 13–22, 20–15, 20–22, 23–17, Overtime: 14–13 |            |                                           |
| Pt: Gustafson 29 Rec: Gustafson 8 Pase: Casas 8                 |            | Pt: Li Y. 31 Rec: Li Y. 15 Pase: Li M. 11 |

| 28 iulie 2024 21:00 |

| Boxscore |

| Serbia                                              | 58–55 | Puerto Rico                                            |
| Scorul pe sferturi: 23–15, 20–11, 12–10, 3–19       |       |                                                        |
| Pt: Stanković 15 Rec: Stanković 10 Pase: Anderson 8 |       | Pt: San Antonio 11 Rec: three players 6 Pase: Rosado 7 |

| 31 iulie 2024 11:00 |

| Boxscore |

| Puerto Rico                                            | 62–63 | Spania                                         |
| Scorul pe sferturi: 9–18, 16–21, 19–5, 18–19           |       |                                                |
| Pt: Guirantes 15 Rec: Hollingshed 12 Pase: Guirantes 4 |       | Pt: Gustafson 18 Rec: Gustafson 13 Pase: Ortiz |

| 31 iulie 2024 13:30 |

| Boxscore |

| China                                                  | 59–81 | Serbia                                             |
| Scorul pe sferturi: 17–23, 22–22, 11–17, 9–19          |       |                                                    |
| Pt: Han, Wang 11 Rec: Li Yue. 11 Pase: Wang, Yang L. 5 |       | Pt: Anderson 15 Rec: Krajišnik 11 Pase: Anderson 6 |

| 3 august 2024 11:00 |

| Boxscore |

| China                                          | 80–58 | Puerto Rico                                        |
| Scorul pe sferturi: 17–11, 23–18, 22–16, 18–13 |       |                                                    |
| Pt: Li M. 18 Rec: Han 9 Pase: Li M. 7          |       | Pt: Guirantes 20 Rec: Hollingshed 8 Pase: Rosado 5 |

| 3 august 2024 13:30 |

| Boxscore |

| Serbia                                            | 62–70 | Spania                                    |
| Scorul pe sferturi: 13–16, 15–21, 10–18, 24–15    |       |                                           |
| Pt: Anderson 18 Rec: Stanković 5 Pase: Anderson 7 |       | Pt: Conde 15 Rec: Gustafson 9 Pase: Gil 7 |

#### Grupa B
| Loc | Echipa     | MJ | V | Î | PM  | PP  | PD  | Pct | Calificare                        |
| --- | ---------- | -- | - | - | --- | --- | --- | --- | --------------------------------- |
| 1   | Franța (H) | 3  | 2 | 1 | 222 | 187 | +35 | 5   | Avansează în Sferturile de finală |
| 2   | Australia  | 3  | 2 | 1 | 211 | 212 | −1  | 5   | Avansează în Sferturile de finală |
| 3   | Nigeria    | 3  | 2 | 1 | 208 | 207 | +1  | 5   | Avansează în Sferturile de finală |
| 4   | Canada     | 3  | 0 | 3 | 189 | 224 | −35 | 3   |                                   |

1. 1 2 3  Franța 3 Pt, +14 PD; Australia 3 Pt, −6 PD; Nigeria 3 Pt, −8 PD.

| 29 iulie 2024 11:00 |

| Boxscore |

| Nigeria                                                     | 75–62 | Australia                                   |
| Scorul pe sferturi: 18–17, 23–11, 10–19, 24–15              |       |                                             |
| Pt: Kalu 19 Rec: Kunaiyi-Akpannah, Musa 7 Pase: Amukamara 9 |       | Pt: Smith 15 Rec: Talbot 10 Pase: Talbot 12 |

| 29 iulie 2024 17:15 |

| Boxscore |

| Canada                                                | 54–75 | Franța                                         |
| Scorul pe sferturi: 18–15, 2–23, 16–15, 18–22         |       |                                                |
| Pt: Colley, Nurse 11 Rec: Alexander 10 Pase: Colley 6 |       | Pt: Badiane 13 Rec: Badiane 6 Pase: Williams 8 |

| 1 august 2024 13:30 |

| Boxscore |

| Australia                                       | 70–65 | Canada                                          |
| Scorul pe sferturi: 18–16, 20–16, 13–12, 19–21  |       |                                                 |
| Pt: Whitcomb 19 Rec: Talbot 9 Pase: Whitcomb 10 |       | Pt: Carleton 19 Rec: Carleton 8 Pase: Achonwa 8 |

| 1 august 2024 17:15 |

| Boxscore |

| Franța                                          | 75–54 | Nigeria                                   |
| Scorul pe sferturi: 24–20, 14–11, 16–8, 21–15   |       |                                           |
| Pt: Johannès 15 Rec: Badiane 6 Pase: Williams 7 |       | Pt: Kalu 18 Rec: Musa 9 Pase: Amukamara 5 |

| 4 august 2024 13:30 |

| Boxscore |

| Canada                                                | 70–79 | Nigeria                                               |
| Scorul pe sferturi: 18–18, 23–19, 5–23, 24–19         |       |                                                       |
| Pt: Colley 17 Rec: Amihere 11 Pase: cinci jucătoare 2 |       | Pt: Kalu 21 Rec: Kunaiyi-Akpannah 7 Pase: Amukamara 6 |

| 4 august 2024 21:00 |

| Boxscore |

| Australia                                              | 79–72 | Franța                                         |
| Scorul pe sferturi: 19–17, 15–17, 25–16, 20–22         |       |                                                |
| Pt: Madgen 18 Rec: Magbegor, Talbot 6 Pase: Whitcomb 7 |       | Pt: Williams 15 Rec: Badiane 6 Pase: Bernies 4 |

#### Grupa C
| Loc | Echipa   | MJ | V | Î | PM  | PP  | PD  | Pct | Calificare                        |
| --- | -------- | -- | - | - | --- | --- | --- | --- | --------------------------------- |
| 1   | SUA      | 3  | 3 | 0 | 276 | 218 | +58 | 6   | Avansează în Sferturile de finală |
| 2   | Germania | 3  | 2 | 1 | 226 | 220 | +6  | 5   | Avansează în Sferturile de finală |
| 3   | Belgia   | 3  | 1 | 2 | 228 | 228 | 0   | 4   | Avansează în Sferturile de finală |
| 4   | Japonia  | 3  | 0 | 3 | 198 | 262 | −64 | 3   |                                   |

| 29 iulie 2024 13:30 |

| Boxscore |

| Germania                                       | 83–69 | Belgia                                          |
| Scorul pe sferturi: 25–11, 21–14, 14–17, 23–27 |       |                                                 |
| Pt: Sabally 17 Rec: Gülich 7 Pase: Peterson 8  |       | Pt: Meesseman 25 Rec: Linskens 6 Pase: Vanloo 6 |

| 29 iulie 2024 21:00 |

| Boxscore |

| SUA                                            | 102–76 | Japonia                                                       |
| Scorul pe sferturi: 22–15, 28–24, 29–18, 23–19 |        |                                                               |
| Pt: Wilson 24 Rec: Wilson 13 Pase: Gray 13     |        | Pt: Takada 24 Rec: patru jucători 3 Pase: Machida, Yamamoto 5 |

| 1 august 2024 11:00 |

| Boxscore |

| Japonia                                        | 64–75 | Germania                                                      |
| Scorul pe sferturi: 16–21, 20–21, 13–17, 15–16 |       |                                                               |
| Pt: Takada 15 Rec: Akaho 8 Pase: Machida 9     |       | Pt: S. Sabally 33 Rec: Gülich, Geiselsöder 10 Pase: Fiebich 6 |

| 1 august 2024 21:00 |

| Boxscore |

| Belgia                                                    | 74–87 | SUA                                           |
| Scorul pe sferturi: 23–23, 15–23, 15–14, 21–27            |       |                                               |
| Pt: Meesseman 24 Rec: Delaere, Linskens 5 Pase: Delaere 8 |       | Pt: Stewart 26 Rec: Wilson 13 Pase: Ionescu 5 |

| 4 august 2024 11:00 |

| Boxscore |

| Japonia                                               | 58–85 | Belgia                                            |
| Scorul pe sferturi: 7–19, 16–20, 16–22, 19–24         |       |                                                   |
| Pt: Hayashi 13 Rec: Akaho 5 Pase: Machida, Miyazaki 4 |       | Pt: Meesseman 30 Rec: Meesseman 11 Pase: Massey 7 |

| 4 august 2024 17:15 |

| Boxscore |

| Germania                                              | 68–87 | SUA                                                |
| Scorul pe sferturi: 19–16, 10–25, 17–28, 22–18        |       |                                                    |
| Pt: S. Sabally 15 Rec: Geiselsöder 8 Pase: Peterson 4 |       | Pt: Young 19 Rec: Collier 7 Pase: trei jucătoare 5 |

#### Clasamentul echipelor de pe locul 3
| Loc | Echipa         | MJ | V | Î | PM  | PP  | PD  | Pct | Calificare         |
| --- | -------------- | -- | - | - | --- | --- | --- | --- | ------------------ |
| 1   | Brazilia       | 3  | 1 | 2 | 241 | 248 | −7  | 4   | Sferturi de finală |
| 2   | Grecia         | 3  | 1 | 2 | 233 | 241 | −8  | 4   | Sferturi de finală |
| 3   | Sudanul de Sud | 3  | 1 | 2 | 261 | 278 | −17 | 4   |                    |

### Faza eliminatorie
O tragere la sorți după turul preliminar a decis meciurile din faza eliminatorie, unde o echipă cap de serie a jucat cu o echipă care nu era cap de serie. Echipele calificate au fost împărțite în patru grupe:
- Grupa D a cuprins primele două echipe clasate pe primul loc din faza grupelor.
- Grupa E a cuprins cea mai slab clasată echipă de pe primul loc și cea mai bine clasată echipă de pe locul al doilea din faza grupelor.
- Grupa F a cuprins celelalte echipe clasate pe locul al doilea din faza grupelor.
- Grupa G a cuprins cele mai bune două echipe clasate pe locul al treilea.

Principiile tragerii la sorți:
- Echipele din Grupa D au fost trase la sorți împotriva unei echipe din Grupa G, iar o echipă din Grupa E împotriva unei echipe din Grupa F.
- Echipele din aceeași grupă nu puteau fi trase la sorți una împotriva celeilalte în sferturile de finală.

### Clasament
| Loc | Echipa    | MJ | V | Î | PM  | PP  | PD  | Pct | Calificare                       |
| --- | --------- | -- | - | - | --- | --- | --- | --- | -------------------------------- |
| 1   | SUA       | 3  | 3 | 0 | 276 | 218 | +58 | 6   | Cap de serie (Grupa D)           |
| 2   | Spania    | 3  | 3 | 0 | 223 | 213 | +10 | 6   | Cap de serie (Grupa D)           |
|     |           |    |   |   |     |     |     |     |                                  |
| 3   | Franța    | 3  | 2 | 1 | 222 | 187 | +35 | 5   | Cap de serie (Grupa E)           |
| 4   | Serbia    | 3  | 2 | 1 | 201 | 184 | +17 | 5   | Cap de serie (Grupa E)           |
|     |           |    |   |   |     |     |     |     |                                  |
| 5   | Germania  | 3  | 2 | 1 | 226 | 220 | +6  | 5   | Nu a fost cap de serie (Grupa F) |
| 6   | Australia | 3  | 2 | 1 | 211 | 212 | −1  | 5   | Nu a fost cap de serie (Grupa F) |
|     |           |    |   |   |     |     |     |     |                                  |
| 7   | Nigeria   | 3  | 2 | 1 | 208 | 207 | +1  | 5   | Nu a fost cap de serie (Grupa G) |
| 8   | Belgia    | 3  | 1 | 2 | 228 | 228 | 0   | 4   | Nu a fost cap de serie (Grupa G) |

#### Tablou
|  | Sferturi de finală | Sferturi de finală |             |    | Semifinale       | Semifinale       |  |  | Medalia de aur | Medalia de aur |
|  |                    |                    |             |    |                  |                  |  |  |                |                |
|  | 7 august           |                    |             |    |                  |                  |  |  |                |                |
|  |                    |                    |             |    |                  |                  |  |  |                |                |
|  | Germania           | 71                 |             |    |                  |                  |  |  |                |                |
|  | Germania           | 71                 | 9 august    |    |                  |                  |  |  |                |                |
|  | Franța             | 84                 |             |    |                  |                  |  |  |                |                |
|  | Franța             | 84                 | Franța (OT) | 81 |                  |                  |  |  |                |                |
|  | 7 august           |                    | Franța (OT) | 81 |                  |                  |  |  |                |                |
|  |                    | Belgia             | 75          |    |                  |                  |  |  |                |                |
|  | Spania             | Belgia             | 75          | 66 |                  |                  |  |  |                |                |
|  | Spania             |                    | 11 august   | 66 |                  |                  |  |  |                |                |
|  | Belgia             | 79                 |             |    |                  |                  |  |  |                |                |
|  | Belgia             | 79                 | Franța      | 66 |                  |                  |  |  |                |                |
|  | 7 august           |                    | Franța      | 66 |                  |                  |  |  |                |                |
|  |                    | SUA                | 67          |    |                  |                  |  |  |                |                |
|  | Nigeria            | SUA                | 67          | 74 |                  |                  |  |  |                |                |
|  | Nigeria            | 9 august           |             | 74 |                  |                  |  |  |                |                |
|  | SUA                | 88                 |             |    |                  |                  |  |  |                |                |
|  | SUA                | 88                 | SUA         | 85 |                  |                  |  |  |                |                |
|  | 7 august           |                    | SUA         | 85 |                  |                  |  |  |                |                |
|  |                    | Australia          | 64          |    | Medalia de bronz | Medalia de bronz |  |  |                |                |
|  | Serbia             | Australia          | 64          | 67 | Medalia de bronz | Medalia de bronz |  |  |                |                |
|  | Serbia             |                    | 11 august   | 67 |                  |                  |  |  |                |                |
|  | Australia          | 85                 |             |    |                  |                  |  |  |                |                |
|  | Australia          | 85                 | Belgia      | 81 |                  |                  |  |  |                |                |
|  |                    |                    |             |    |                  |                  |  |  |                |                |
|  | Australia          | 85                 |             |    |                  |                  |  |  |                |                |
|  | Australia          | 85                 |             |    |                  |                  |  |  |                |                |

### Sferturi de finală
| 7 august 2024 11:00 |

| Boxscore |

| Serbia                                           | 67–85 | Australia                                    |
| Scorul pe sferturi: 19–26, 13–22, 16–24, 19–13   |       |                                              |
| Pt: Nogić 17 Rec: Raca 7 Pase: Anderson, Nogić 5 |       | Pt: Smith 22 Rec: Smith 13 Pase: Melbourne 5 |

| 7 august 2024 14:30 |

| Boxscore |

| Spania                                               | 66–79 | Belgia                                                              |
| Scorul pe sferturi: 26–26, 11–22, 12–19, 17–12       |       |                                                                     |
| Pt: Gustafson 21 Rec: Gustafson 7 Pase: Gil, Ortiz 3 |       | Pt: Linskens, Meesseman 19 Rec: Meesseman 9 Pase: Delaere, Vanloo 7 |

| 7 august 2024 18:00 |

| Boxscore |

| Germania                                                       | 71–84 | Franța                                           |
| Scorul pe sferturi: 19–23, 14–22, 16–21, 22–18                 |       |                                                  |
| Pt: N. Sabally 20 Rec: N. Sabally 13 Pase: Fiebich, Peterson 3 |       | Pt: Johannès 24 Rec: Williams 6 Pase: Williams 5 |

| 7 august 2024 21:30 |

| Boxscore |

| Nigeria                                               | 74–88 | SUA                                         |
| Scorul pe sferturi: 17–26, 16–26, 15–24, 26–12        |       |                                             |
| Pt: Amukamara 19 Rec: Kunaiyi-Akpannah 8 Pase: Kalu 7 |       | Pt: Wilson 20 Rec: Wilson 11 Pase: Thomas 6 |

### Semifinale
| 9 august 2024 17:30 |

| Boxscore |

| SUA                                               | 85–64 | Australia                                          |
| Scorul pe sferturi: 20–16, 25–11, 21–13, 19–24    |       |                                                    |
| Pt: Young 14 Rec: Wilson 8 Pase: trei jucătoare 5 |       | Pt: Borlase 11 Rec: Smith 7 Pase: trei jucătoare 3 |

| 9 august 2024 21:00 |

| Boxscore |

| Franța                                                         | 81–75 (OT) | Belgia                                                    |
| Scorul pe sferturi: 14–17, 17–19, 17–15, 18–15, Overtime: 15–9 |            |                                                           |
| Pt: Williams 18 Rec: Badiane, Rupert 7 Pase: Johannès 5        |            | Pt: Meesseman 19 Rec: Meesseman 14 Pase: trei jucătoare 6 |

### Meciul pentru medalia de bronz
| 11 august 2024 11:30 |

| Boxscore |

| Belgia                                         | 81–85 | Australia                                          |
| Scorul pe sferturi: 19–20, 17–17, 25–23, 20–25 |       |                                                    |
| Pt: Vanloo 26 Rec: Linskens 8 Pase: Vanloo 11  |       | Pt: Magbegor 30 Rec: Magbegor 13 Pase: Melbourne 7 |

### Meciul pentru medalia de aur
| 11 august 2024 15:30 |

| Boxscore |

| Franța                                          | 66–67 | SUA                                             |
| Scorul pe sferturi: 9–15, 16–10, 18–20, 23–22   |       |                                                 |
| Pt: Williams 19 Rec: Williams 7 Pase: Badiane 3 |       | Pt: Wilson 21 Rec: Wilson 13 Pase: Gray, Plum 4 |